# Turholmsfjärden
Turholmsfjärden (finska: Tullisaarenselkä) är en fjärd i Finland. Den ligger Helsingfors i i landskapet Nyland, i den södra delen av landet.